# Zabrnie (powiat mielecki)
Zabrnie – wieś w Polsce, położona w województwie podkarpackim, w powiecie mieleckim, w gminie Wadowice Górne.
| SIMC    | Nazwa     | Rodzaj    |
| ------- | --------- | --------- |
| 0835360 | Cegielnia | część wsi |
| 0835377 | Józefów   | część wsi |
| 0835383 | Kazale    | część wsi |

Wierni Kościoła rzymskokatolickiego należą do parafii św. Franciszka z Asyżu w Wadowicach Dolnych.
W latach 1975–1998 miejscowość należała administracyjnie do województwa tarnowskiego.